# 3551 فيرينيا
3551 فيرينيا هو أحد كويكبات آمور وأيضا أحد الكواكب الصغيرة العابرة لمدار المريخ.

## الإكتشاف
تم اكتشافه في 12 سبتمبر 1983 من قبل عالم الفلك آر سكوت دنبار.

## التسمية
سمي نسبة إلى أول عذارى فستال، التي تم تكريسها من قبل الملك الروماني الأسطوري نوما بومبيليوس.